# Koreanische Minderheit in Japan

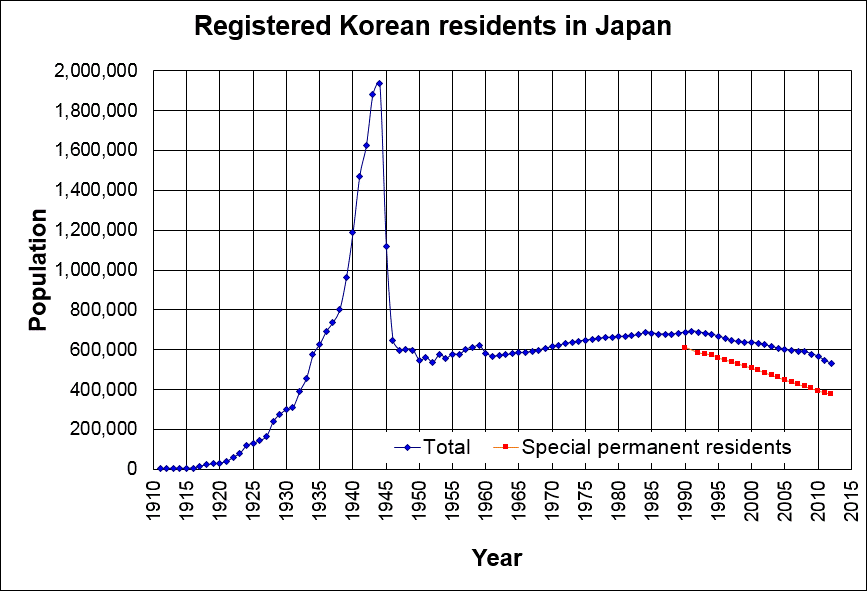
Zahl der koreanischstämmigen Einwohner Japans von 1910 bis heute

Die koreanische Minderheit in Japan (在日韓国人・在日本朝鮮人・朝鮮人, Zainichi Kankokujin/Zainihon Chōsenjin/Chōsenjin) sind ethnische Koreaner, die vor 1945 nach Japan eingewandert sind und entweder japanische Staatsbürger oder dauerhafte Einwohner Japans sind oder die Nachkommen dieser Einwanderer darstellen. Die Mehrheit der Koreaner in Japan sind Zainichi-Koreaner (在日韓国・朝鮮人, Zainichi Kankoku/Chōsenjin), oft einfach als Zainichi (在日, wörtlich „in Japan“) bezeichnet, das heißt, ethnische Koreaner, die dauerhaft in Japan leben. 
Damit werden sie von der späteren Einwanderungswelle koreanischer Migranten, die überwiegend in den 1980er Jahren kamen, sowie von vormodernen Einwanderern, die bis in die Antike zurückreichen und selbst als Vorfahren des japanischen Volkes gelten könnten, unterschieden. Der Begriff „Zainichi-Koreaner“ bezieht sich ausschließlich auf langjährige koreanische Einwohner Japans, deren Wurzeln bis ins Korea unter japanischer Herrschaft zurückreichen. Sie werden spezifisch von den südkoreanischen Staatsbürgern, die nach dem Ende des Zweiten Weltkrieges eingewandert sind, unterschieden.
Sie stellen derzeit die drittgrößte ethnische Minderheit in Japan dar, nach den chinesischen Einwanderern. Ihre Zahl ging infolge von Todesfällen, der Rückkehr nach Korea und der Assimilation in die allgemeine japanische Bevölkerung erheblich zurück.
Das japanische Wort „Zainichi“ bezeichnet wörtlich einen ausländischen Staatsbürger, der „in Japan verweilt“, und impliziert einen vorübergehenden Aufenthalt. Dennoch wird der Begriff „Zainichi-Koreaner“ verwendet, um fest ansässige dauerhafte Einwohner Japans zu beschreiben – sowohl diejenigen, die ihre Staatsangehörigkeit von Joseon bzw. Nord- oder Südkorea beibehalten haben, als auch manchmal japanische Staatsbürger koreanischer Abstammung, die durch Einbürgerung oder durch Geburt (wenn ein oder beide Elternteile die japanische Staatsbürgerschaft besitzen) die japanische Staatsangehörigkeit erlangt haben.

## Statistiken
Laut dem Justizministerium waren im Jahr 2023 410.156 Südkoreaner und 24.305 Nordkoreaner (朝鮮人, Chōsen-jin, „Koreaner“) als permanenten oder nicht-permanente Einwohner Japans registriert. Im folgenden ist ein Diagramm mit der Bevölkerungsentwicklung ausländischer Staatsbürger in Japan dargestellt.

Ein Großteil von ihnen waren Bauern aus den drei im Süden Koreas gelegenen Provinzen Nord-Gyeongsang, Süd-Gyeongsang und Süd-Jeolla.
Statistiken zur Zainichi-Einwanderung sind rar. Im Jahr 1988 veröffentlichte jedoch eine Mindan-Jugendgruppe namens Zainihon Daikan Minkoku Seinendan (Koreanisch: 재일본대한민국청년회, Japanisch: 在日本大韓民国青年会) einen Bericht mit dem Titel „Vater, erzähl uns von jenem Tag. Bericht zur Wiedererlangung unserer Geschichte“ (Japanisch: アボジ聞かせて あの日のことを—我々の歴史を取り戻す運動報告書). Der Bericht enthielt eine Umfrage zu den Gründen der Einwanderung der ersten Generation koreanischer Einwanderer. Das Ergebnis lautete: 13,3 % aufgrund von , 39,6 % aus wirtschaftlichen Gründen, 17,3 % wegen Heirat und Familie, 9,5 % für Studium bzw. akademische Zwecke, 20,2 % für andere Gründe und 0,2 % unbekannt. An der Umfrage nahmen nur Personen teil, die bei ihrer Ankunft in Japan mindestens 12 Jahre alt waren.

## Geschichte
Der moderne Zustrom von Koreanern nach Japan begann mit dem Japan-Korea-Vertrag von 1876 und nahm nach 1920 zu. Während des Zweiten Weltkriegs wurden zudem viele Koreaner von Japan zwangsrekrutiert. Eine weitere Migrationswelle setzte ein, nachdem Südkorea in den 1950er Jahren durch den Koreakrieg verwüstet worden war. Ebenfalls bemerkenswert ist die große Zahl an Flüchtlingen, die infolge der Massaker auf der Insel Jeju durch die südkoreanische Regierung entstanden sind.

### Vormoderne
Die Bevölkerung des prähistorischen Japans, während der Jōmon und Yayoi-Zeit wanderten von Korea aus nach Japan ein. Nach dem Fall Baekjes flüchteten viele Mitglieder ihrer Aristokratie in das verbündete Yamato Japan. Die heutigen Ōuchi- und Kikuchi-Clans berufen sich darauf, dass ihre Gründer Nachfahren von Mitgliedern des Baekje-Königshauses und des Baekje-Widerstands sind.

### Vor und Während der japanischen Besatzung Koreas
Bevor Japan Korea annektierte, lebten etwa 800 Koreaner in Japan. Im Jahr 1910, als infolge des Japan-Korea-Annektionsvertrags Korea von Japan annektiert wurde, wurden alle Koreaner per Gesetz Teil des Japanischen Kaiserreichs und erhielten die japanische Staatsbürgerschaft.
In den 1920er Jahren war die Nachfrage nach Arbeitskräften in Japan hoch, während es den Koreanern auf der wirtschaftlich und gesellschaftlich vernachlässigten koreanischen Halbinsel schwerfiel, Beschäftigung zu finden. Infolgedessen migrierten oder wurden tausende Koreaner angeworben, um in Industriezweigen wie dem Kohlebergbau zu arbeiten. Der Großteil der Einwanderer stammte dabei von Bauern aus dem Süden Koreas. Die Zahl der in Japan lebenden Koreaner lag 1930 mehr als zehnmal höher als 1920 und erreichte 419.000. Allerdings waren die Beschäftigungsmöglichkeiten auf dem japanischen Festland aufgrund offener Diskriminierung stark eingeschränkt und meist auf körperliche Arbeit begrenzt, was auch an der oft mangelnden Bildung lag; in der Regel arbeiteten sie Seite an Seite mit anderen diskriminierten ethnischen Minderheiten wie den Burakumin.
1939 führte die japanische Regierung das Gesetz zur Nationalen Mobilisierung ein und berief Koreaner ein, um den Arbeitskräftemangel infolge des Zweiten Weltkriegs zu bekämpfen. 1944 weiteten die japanischen Behörden die Mobilisierung japanischer Zivilisten als Arbeitskräfte auf die koreanischen Halbinsel aus.
Von den 5.400.000 eingezogenen Koreanern wurden etwa 670.000 in das japanische Mutterland (einschließlich der Präfektur Karafuto, dem heutigen Sachalin, das inzwischen zu Russland gehört) als Zivilarbeitskräfte gebracht. Die deportierten Personen waren gezwungen, in Fabriken, in Minen und als Bedienstkräfte zu arbeiten – oft unter miserablen Bedingungen. Schätzungen zufolge starben zwischen 1939 und 1945 etwa 60.000 von ihnen.
Die meisten der im Krieg eingesetzten Arbeitskräfte kehrten nach Kriegsende in ihre Heimat zurück, doch einige entschieden sich, in Japan zu verbleiben. 43.000 der in Karafuto, das kurz vor Japans Kapitulation von der Sowjetunion besetzt worden war, lebenden Personen wurde die Rückführung sowohl ins japanische Mutterland als auch auf die koreanische Halbinsel verweigert, sodass sie auf Sachalin gestrandet und staatenlos blieben – sie wurden zu den Vorfahren der heutigen Sachalin-Koreaner.

### Nach 1945
Nach der Befreiung Koreas kehrten die meisten Koreaner in ihre Heimat zurück. Aufgrund der ungewissen Lage in Korea blieben jedoch 1946 noch ca. 650.000 Koreaner in Japan.
Die japanische Regierung beschloss 1947, dass die koreanische Bevölkerung als ausländische Staatsbürger behandelt werden sollten, was sie praktisch staatenlos machte. Die alliierte Besatzung Japans endete am 28. April 1952 mit dem Friedensvertrag von San Francisco, in dem Japan offiziell seinen territorialen Anspruch auf die koreanische Halbinsel aufgab. Infolgedessen verloren die Zainichi-Koreaner formell ihre japanische Staatsbürgerschaft.
Die Teilung der koreanischen Halbinsel führte auch zu einer Spaltung unter den Koreanern in Japan. Mindan, die Koreanische Einwohnerunion in Japan, wurde 1946 als pro-südkoreanische Abspaltung von Chōren (der Liga der Koreaner in Japan), der damals wichtigsten Organisation koreanischer Einwohner mit sozialistischer Ideologie, gegründet. Nach den Maifeier-Unruhen von 1952 wurden pro-nordkoreanische und linke Organisationen für illegal erklärt. Sie formierte sich jedoch unter verschiedenen Namen neu und gründete schließlich 1955 die „Allgemeine Vereinigung der Koreanischen Einwohner in Japan“ (Chongryon). Diese Organisation hielt an ihrer sozialistischen und damit pro-nordkoreanischen Ausrichtung fest und erhielt aktive finanzielle Unterstützung von der nordkoreanischen Regierung.
1948 erklärten der nördliche und der südliche Teil Koreas jeweils ihre Unabhängigkeit, wodurch Joseon – das alte, ungeteilte Korea – als Nationalstaat de facto aufhörte zu existieren. Die neue Regierung der Republik Korea (Südkorea) stellte daraufhin beim Supreme Commander of the Allied Powers, der zu dieser Zeit Japan besetzt hielt, den Antrag, die Nationalitätsregistrierung der Zainichi-Koreaner auf „Daehan Minguk“ (Koreanisch: 대한민국; Japanisch: Daikan Minkoku, 大韓民国), den offiziellen Namen des neuen Staates, zu ändern. Infolgedessen wurde es Zainichi-Koreanern ab 1950 ermöglicht, ihre Nationalität freiwillig entsprechend neu registrieren zu lassen.
1947 waren Koreaner technisch gesehen noch japanische Staatsbürger, obwohl Artikel 11 des Erlasses zur Registrierung von Ausländern festlegte, dass sie als Ausländer betrachtet wurden. Daher wurden die in Japan lebenden Koreaner gemäß ihrer geografischen Herkunft als Chōsen-seki „von Chōsen“ registriert, da keine offizielle Nationalität für sie angegeben werden konnte.
Seit der Gründung Südkoreas im Jahr 1948 hatten diese Koreaner die Möglichkeit, ihre Ausländerregistrierung in Japan freiwillig auf die südkoreanische Staatsangehörigkeit umzustellen. Jene, die dies nicht taten – sei es aus Verbundenheit mit Nordkorea oder weil sie sich nicht für eine Seite entscheiden wollten – behielten den Chōsen-seki-Status.
1965 nahmen Südkorea und Japan erstmals diplomatische Beziehungen auf und es wurde der koreanische Bevölkerung ermöglicht, die südkoreanische Staatsbürgerschaft anzunehmen. Südkorea wurde demnach als die einzige legitime Regierung von Korea anerkannt, mit Nordkorea assoziierte Koreaner erhielten erst 1981 ein dauerhaftes Bleiberecht, nachdem Japan die Flüchtlingskonvention der Vereinten Nationen und die Menschenrechtskonventionen ratifiziert hatte, und konnten somit in ihr Herkunftsland (und nach Japan zurück) reisen. Dafür verkehrte in den Jahren 1971 und 2006  mit der Man Gyong Bong und der Man Gyong Bong 92 ein Schiff zwischen Wŏnsan und Niigata. Seit 1965 bzw. 1981 besserte sich für beide Teile der koreanischen Minderheit die wirtschaftliche Lage.
Die koreanische Minderheit war auch nach dem Krieg Diskriminierungen ausgesetzt und gegenüber der japanischen Bevölkerung rechtlich und wirtschaftlich benachteiligt; bis heute verwendet ein Großteil japanische Pseudonyme, um einer Diskriminierung zu entgehen. Seit den 1980er und 1990er Jahren wurde die staatliche Diskriminierung nicht eingebürgerter Koreaner schrittweise abgebaut: Sie erhielten Schutz vor Deportation und vollen Zugang zum Sozial-, Gesundheits- und Bildungssystem, allerdings nicht das Wahlrecht. Eine gesellschaftliche Diskriminierung, zum Beispiel auf dem Arbeits- und Wohnungsmarkt, blieb bestehen.
Seit der Nachkriegszeit sind viele Koreaner in Japan in den Minderheitenorganisationen Chongryon (Nordkorea nahestehend) und Mindan (Südkorea nahestehend) organisiert.

## Die koreanische Minderheit und die Atombombenabwürfe
Unter den Opfern der Atombombenabwürfe auf Hiroshima und Nagasaki waren schätzungsweise 40.000 der insgesamt über 150.000 Opfer koreanische Zwangsarbeiter. Bei den alljährlichen Zeremonien zum Gedenken an die Abwürfe wird der koreanischen Opfer nicht gedacht. Für sie wurde erst 1970 in Hiroshima ein Mahnmal errichtet. Für die koreanischen Atombombenopfer gab es immer schon eine kostenlose medizinische Versorgung, für die im Ausland lebenden Koreaner gilt dies seit 1980.
Die beiden koreanischen Staaten verhalten sich diesbezüglich unterschiedlich, sowohl zueinander als auch in Bezug auf Japan. In Nordkorea werden repatriierte Atombombenopfer im Zuge staatlicher Propaganda zu Helden stilisiert und erfahren so ein gewisses Maß an gesellschaftlicher Achtung. In Südkorea erfahren Atombombenopfer keinerlei staatliche oder gesellschaftliche Unterstützung.

## Heutige Situation
Viele Koreaner beantragen die japanische Staatsbürgerschaft nicht, obwohl sie mittlerweile in der vierten Generation in Japan leben und oft nicht einmal mehr Koreanisch sprechen. Die Annahme der japanischen Staatsbürgerschaft (und die damit verbundene Aufgabe der koreanischen) wird von Teilen der koreanischen Minderheit als Assimilation und Verlust ihrer Identität gesehen.
Allerdings identifizieren sich in Japan lebende Koreaner ab der dritten und vierten Generation mehr mit Japan als mit Nord- oder Südkorea, da sie in und mit Japan aufgewachsen sind. Diese Annäherung der koreanischen Minderheit an die japanische Kollektivgesellschaft lässt die Situation für die koreanischstämmige Bevölkerung besser werden.

## Bekannte Bürger koreanischer Abstammung in Japan

### Kultur
- Crystal Kay, Sängerin (* 1986)
- Han Kaya, Pianistin und Musikpädagogin
- Hotei Tomoyasu, Musiker und Schauspieler (* 1962)
- Kaneshiro Kazuki, Romanschriftsteller (* 1968)
- Lee Sang-il, Regisseur (* 1974)
- Lee Yangji, Akutagawa-Preisträgerin, Romanschriftstellerin (1955–1992)
- Miyavi, Musiker (* 1981)
- Ri Kaisei, Akutagawa-Preisträger, Romanschriftsteller (* 1935)
- Romi Park, Synchronsprecherin (* 1972)
- Sonim Son, Sängerin (* 1983)
- Tachihara Masaaki, Romanschriftsteller (1926–1980)
- Towa Tei, Musiker (* 1964)
- Verbal Rapper von M-Flo (* 1975)
- Yang Seok-il, Romanschriftsteller (* 1936)
- Yuna Ito, Sängerin und Schauspielerin (* 1983)
- Yūsaku Matsuda, Schauspieler (1949–1989)
- Yu Miri, Akutagawa-Preisträgerin, Romanschriftstellerin (* 1968)

### Politik
- Arai Shōkei, Politiker, Repräsentantenhaus Shūgiin
- Haku Shinkun, Politiker, Oberhaus Sangiin (* 1958)
- Kim Ch'on-hae, Politiker der Kommunistischen Partei Japans (1898–1969)
- So Man-sul, nordkoreanischer Politiker, Oberste Volksversammlung, Vorsitzender von Ch’ongryŏn (1927–2012)
- Tōgō Shigenori, Außenminister, Minister für Groß-Ostasien (1882–1950)

### Sport
- Ahn Young-hak, Fußballspieler (* 1978)
- Jong Tae-se, Fußballspieler (* 1984)
- Tatsuhiko Kinjō, Baseball (* 1976)
- Tomoaki Kanemoto, Baseball (* 1968)
- Kim Chae-hwa, Eiskunstläuferin (* 1988)
- Keisuke Kunimoto, Rennfahrer (* 1989)
- Tadanari Lee, Fußballspieler (* 1985)
- Ōyama Masutatsu, Karate, Begründer der Kyokushin Kaikan (1923–1994)
- Ri Han-jae, Fußballspieler (* 1982)
- Rikidōzan, Wrestler (1924–1963)
- Ryang Gyu-sa, Fußballspieler (* 1978)
- Ryang Yong-gi, Fußballspieler (* 1982)
- Yoshihiro Akiyama, MMA und Judoka (* 1975)

### Wirtschaft
- Masayoshi Son, CEO von SoftBank (* 1957)
- Shin Kyuk-ho, CEO und Gründer von Lotte (1921–2020)

## Filme und Fernsehserien
- Ao – Chong (青〜chong〜) (2000), von Lee Sang-il
- Go, von Isao Yukisada nach dem gleichnamigen Roman von Kazuki Kaneshiro
- Dear Pyongyang (2005), von Yang Yong-hi[15]
- Our Homeland (Kazoku no kuni) (2012), von Yang Yong-hi[16]
- Pachinko – Ein einfaches Leben (2022) von Soo Hugh nach dem gleichnamigen Roman von Min Jin Lee